# Melibe viridis
Espèce
Melibe viridis est une espèce de mollusques nudibranches de la famille des Tethydidae.

## Répartition et habitat
Cette espèce se rencontre dans la zone tropicale Indo/Ouest-Pacifique, et désormais cette espèce aurait migré via le canal de Suez en mer Méditerranée. 
Son habitat correspond aux zones sablonneuses et vaseuses entre 3 m et 15 m de profondeur.

## Description
Cette espèce peut mesurer plus de 30 cm. 
Cette espèce possède une morphologie particulière le distinguant aisément des autres nudibranches.
Le corps est allongé, de teinte beige à brun. Le Melibe possède un certain nombre de paires de ceratas le long du corps, dont chacun joue le rôle d'une branchie. Les ceratas sont souvent de teinte plus sombre que le corps avec parfois la partie apicale orangée, leur taille décroit vers la partie antérieure.
Le corps est couvert de papilles.
La tête est composée d'un grand voile translucide, en forme de ventouse, bordé de papilles sensitives qui lui permettent de détecter sa nourriture. En phase de recherche de nourriture, l'animal rampe en analysant la surface du sol avec son voile déployé, s'il trouve de la nourriture il referme son voile en rassemblant les deux faces latérales de ce dernier.
En cas de danger, l'animal peut fuir en nageant en pleine eau par des mouvements latéraux de son corps ou perdre une cerata selon le principe d'autotomie.
Les rhinophores sont lamellés de teinte brune et sont protégés par un fourreau translucide.
La ponte est dentelée et blanche.

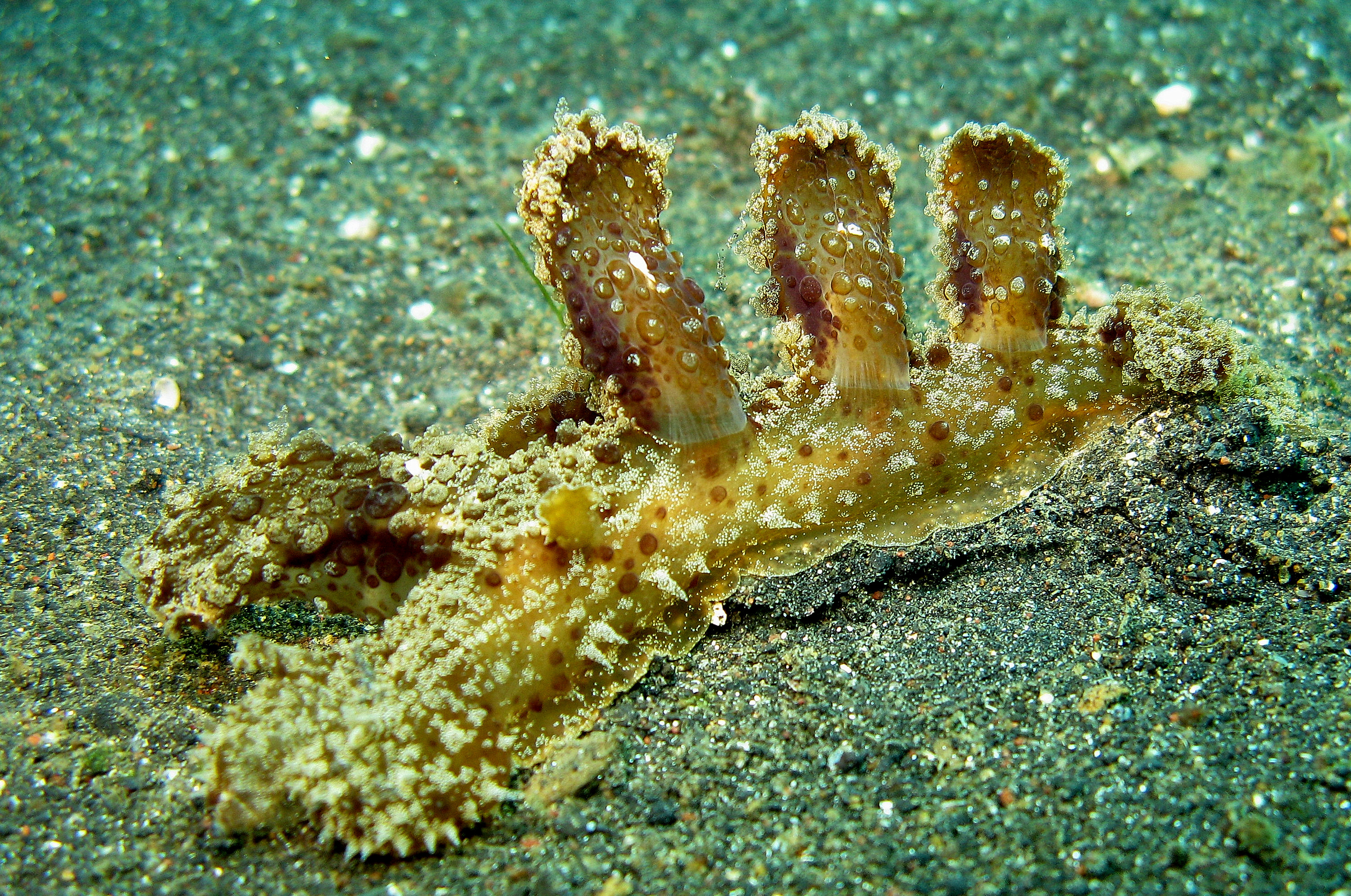
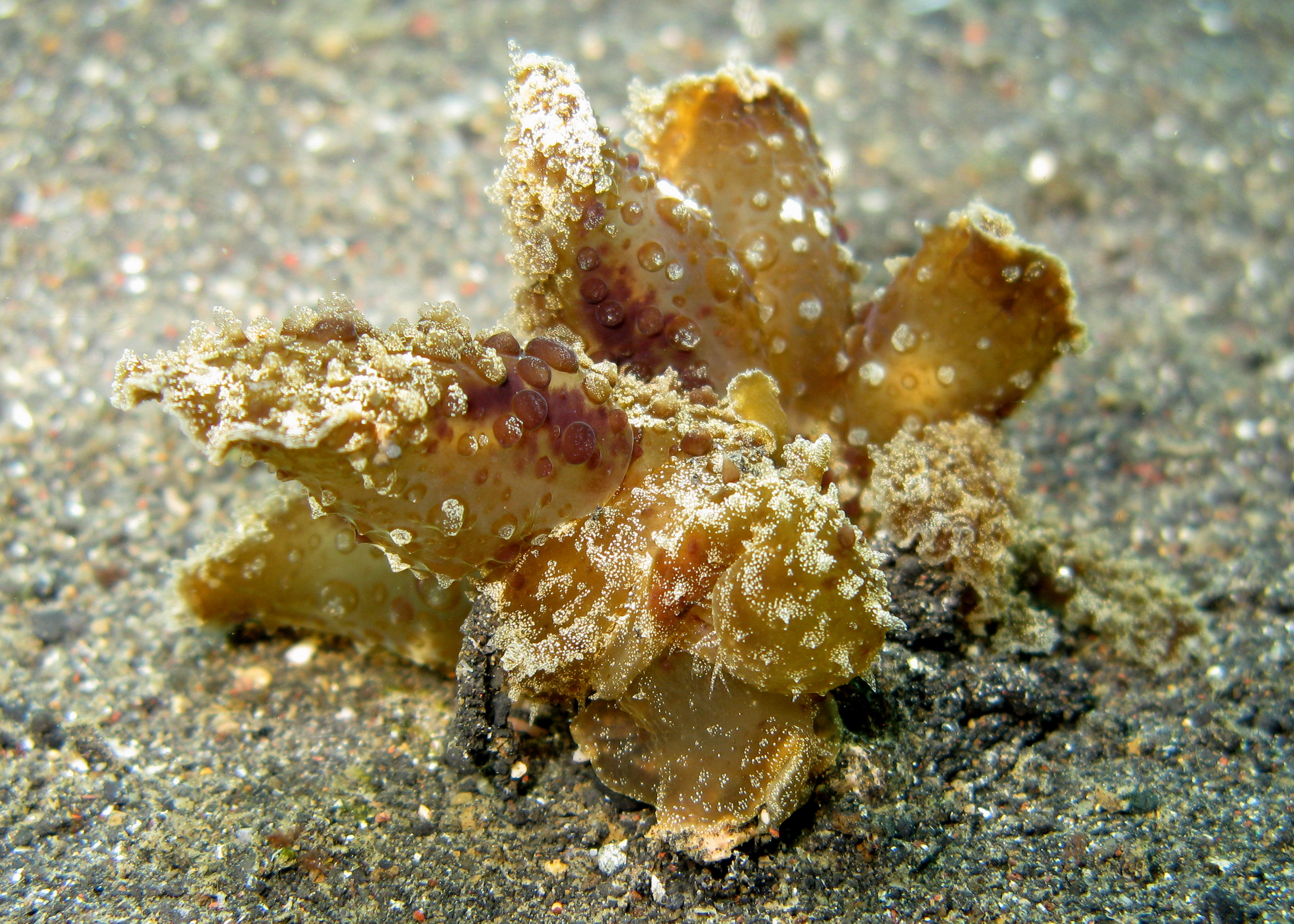
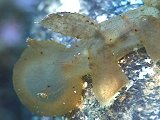
Tête et voile oral.

## Éthologie
Cette espèce est benthique et peut être observée aussi bien de jour que de nuit.

## Alimentation
Melibe viridis se nourrit principalement de petits crustacés.

## Classification
Le nom valide complet (avec auteur) de ce taxon est Melibe viridis (Kelaart, 1858).
L'espèce a été initialement classée dans le genre Meliboea sous le protonyme Meliboea viridis Kelaart, 1858,.
Melibe viridis a pour synonymes :
- Melibe fimbriata Alder & Hancock, 1864
- Melibe japonica Eliot, 1913
- Melibe mirifica (J. K. Allan, 1932)
- Melibe rangi Bergh, 1875
- Melibe vexillifera Bergh, 1880
- Meliboea viridis Kelaart, 1858
- Propemelibe mirifica J. K. Allan, 1932

## Publication originale
- (en) E. F. Kelaart, « Description of New and Little known Species of Ceylon Nudibranchiate Molluscs, and Zoophytes », Journal of the Ceylon Branch of the Royal Asiatic Society, vol. 3, no 9,‎ mai 1858, p. 84-139 (OCLC 1695542, lire en ligne).